# 대성동 (목포시)
대성동(大成洞)은 대한민국 전라남도 목포시의 하위 행정 구역 중 하나다. 조선시대에는 무안현 부내면에 속했다.

## 연혁
- 1945년 해방과 함께 목포시 행정구역 개편으로 전체 25동 중 제 5동이라 칭함
- 1953년 8월 15일 지방자치 실시로 대성1구동.대성2구동으로 개칭
- 1969년 내무부 지역개편으로 대성1.ㆍ대성2동으로 개칭
- 1997년 1월 1일 목포시 행정동 분.통합으로 대성1.2동이 대성동으로 합동 개편
- 2006년 8월 7일 목포시 행정구역 개편으로 남양동 1통 편입

## 주요 시설

### 아파트
대성동
- 한국토지주택공사 / 대보건설 목포 대성 LH천년나무 : 2015년 12월 입주.